# Antonín Goller
Antonín Viktorín Goller (auch Anton Viktor Goller) (* 28. Dezember 1833 in Horaschdowitz, Bezirk Klattau; † 24. März 1880) war ein tschechischer Architekt, Baumeister und Ingenieur, der die Schlösser für zahlreiche böhmische Adelsgeschlechter erneuert oder umgebaut hat.

## Leben und Wirken

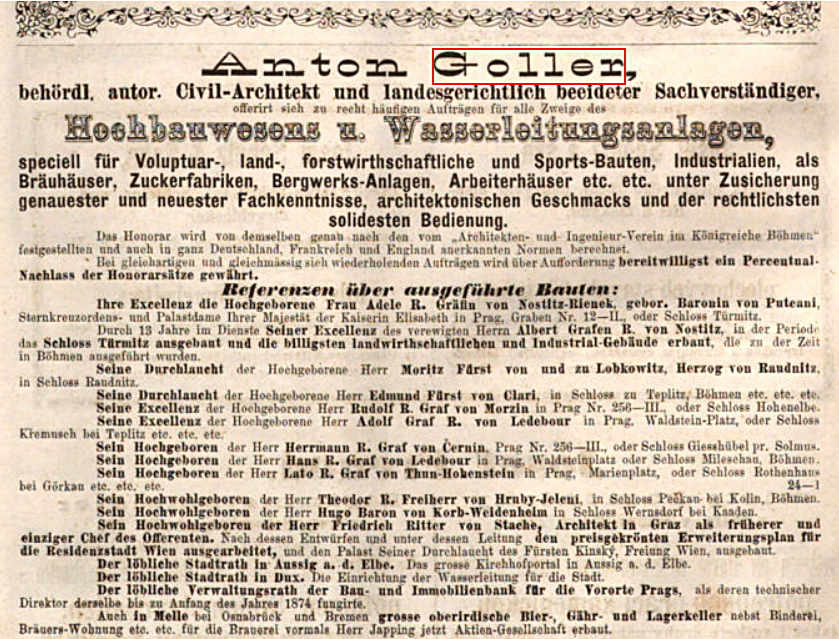
Annonce des Architekten Anton Goller (um 1875)

Anton Goller (auch Anton Serafin Goller), geboren 1833 in Horaschdowitz im Bezirk Klattau, war ein Sohn des Anton Florentín Goller (1794–1875), Gutsverwalter beim Grafen Kinsky in Prestitz im Bezirk Pilsen, und seiner Ehefrau Elisabeth Goller (1803–1878), geb. Frenzel. Sein jüngerer Bruder war der Chemiker, Erfinder und Unternehmer František Václav Goller (1839–1911), ein Pionier der Zuckerindustrie in den  Ländern der böhmischen Krone.
Nach dem Abitur studierte er von 1849 bis 1853 am  Prager Polytechnischen Institut Physik und Mathematik sowie Architektur und Geometrie. Nach dem Studium war er mehrere Jahre im Atelier des Architekten Friedrich August von Stache (1814–1895) in Graz tätig. Hier war Goller an den Plänen zur Erweiterung der Stadt Wien sowie am Wiederaufbau von verschiedenen Schlössern von Adligen in Böhmen, u. a. auch beim Bau von Schloss Türmitz im Bezirk Außig beteiligt.
Von 1858 bis in die 1870er Jahre war er als selbständiger Architekt in Türmitz für den Grafen Albert von Nostitz-Rieneck (1807–1871) und nach dessen Tod für dessen Ehefrau, die Gräfin Adelheid von Nostitz-Rieneck (1823–1904) tätig.
In dieser Zeit heiratete er Gabriele, geb. Nazowsky. Zwei seiner sechs Töchter, Flora und Elsa, erreichten das Erwachsenenalter. Die Tochter Elsa Goller (1868–1955) war eine bekannte Journalistin, Übersetzerin und Lehrerin.
Nach 1860 führte Goller den Umbau von Schloss Červené Pečky (Petschkau) im Bezirk Kolin  für den Grafenen Theodor Löwenherz-Hruby und Geleny (1826–1914) aus.
In den 1870er Jahren stellte er im Auftrag des Grafen Rudolf von Morzin (1801–1881) zusammen mit Johann Koch (1850–1915) umfangreiche Untersuchungen zur Renovierung des Schlosses Hohenelbe in Hohenelbe an. Er konzipierte verschiedene Varianten im neoromanischen und neobarocken Stil, wobei er den Grundriss des Gebäudes mit den vier Ecktürmen beibehielt.
Die bauliche Veränderungen am Schloss in Gießhübel in Stružná, die Anton Goller im Auftrag des Grafen Hermann Czernin von und zu Chudenitz (1819–1892) vorgenommen hatte, wurden später durch Umbauten der Architekten Achille Wolf (1832–1891) und Jan Vejrych (1856–1826) wieder verändert.
Weitere Arbeiten Gollers betrafen den Wiederaufbau des nicht mehr existierenden Schlosses in Wernsdorf (Vernéřov), OT von Klösterle an der Eger für den Grafen Hugo Korb von Weidenheim (1837–1876) sowie Umbauten und Renovierungen am Palais Ledebur auf der Prager Kleinseite für Graf Adolf von Ledebur-Wicheln (1812–1886), am Schloss Krzemusch (Křemýž) in der Gemeinde Ohníč in Nordböhmen, Schloss Milleschau in  Milešov für Graf Johann von Ledebur-Wicheln (1842–1903), Schloss Teplitz für Prinz Edmund von Clary-Aldringen (1813–1894), Schloss Rothenhaus in  Červený Hrádek für Ladislav von Thun-Hohenstein (1835–1887).
Seit dem Jahr 1866 war er Mitglied im Verein der Architekten und Ingenieure im Königreich Böhmen, in welchem er aktiv mitwirkte. Er hielt auch Vorträge, war Mitglied in zahlreichen Kommissionen und Ausschüssen, ab 1873 dann auch Vorsitzender der Architektur-Abteilung und bis 1876 Redakteur der Zeitschrift des Vereins: Zprávy Spolku architektů a inženýrů v Čechách – Mittheilungen des Architekten- und Ingenieur-Vereines in Böhmen, hrsg. in Prag. Er lebte ab 1876 in der Prager Neustadt und ab 1879 in Chrudim.

## Galerie von renovierten bzw. umgebauten Bauten
Einige vom Architekten Anton Goller umgebaute und erneuerte Schlossbauten in Böhmen

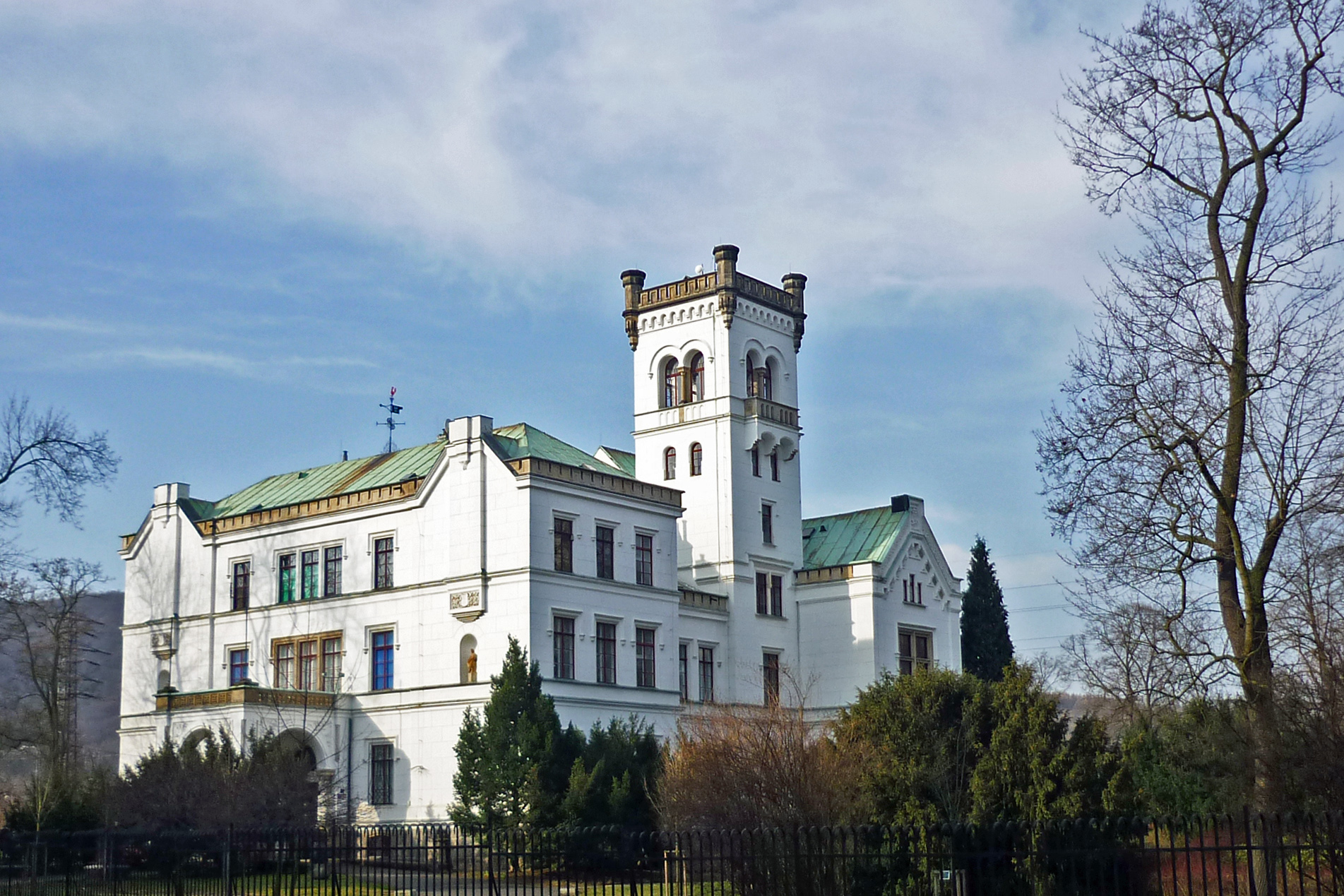
Schloss Türmitz
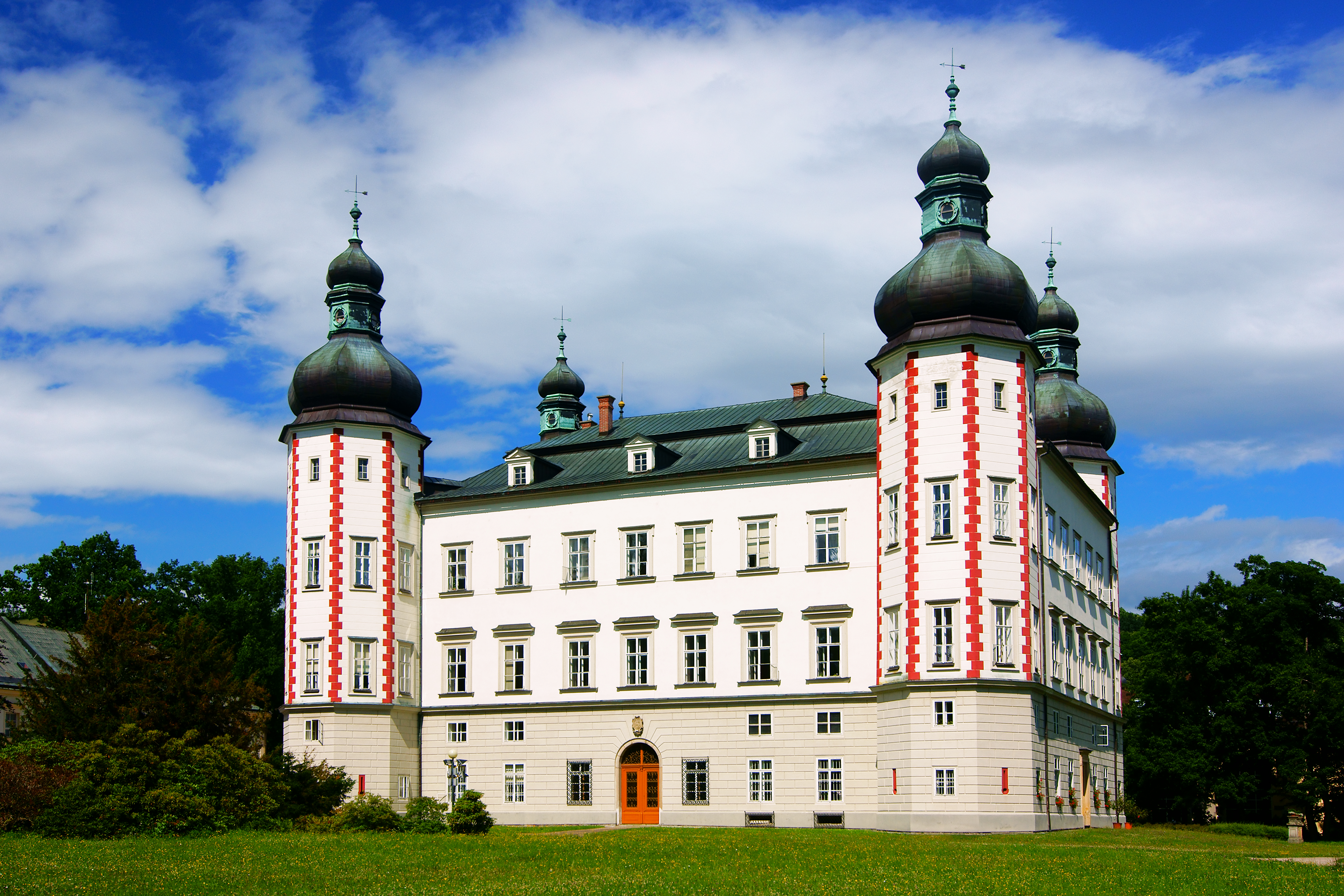
Schloss Hohenelbe
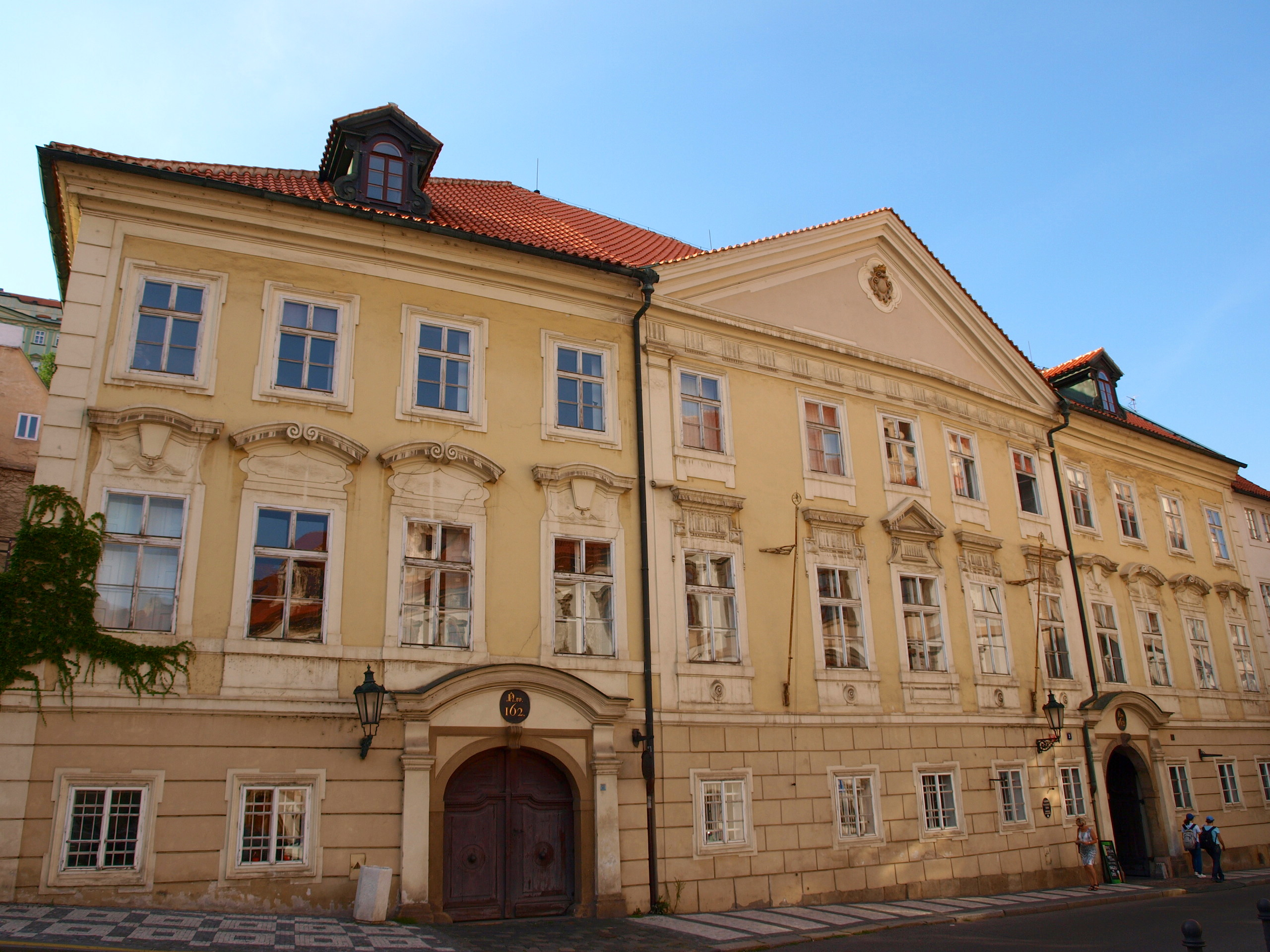
Palais Ledebur in Prag
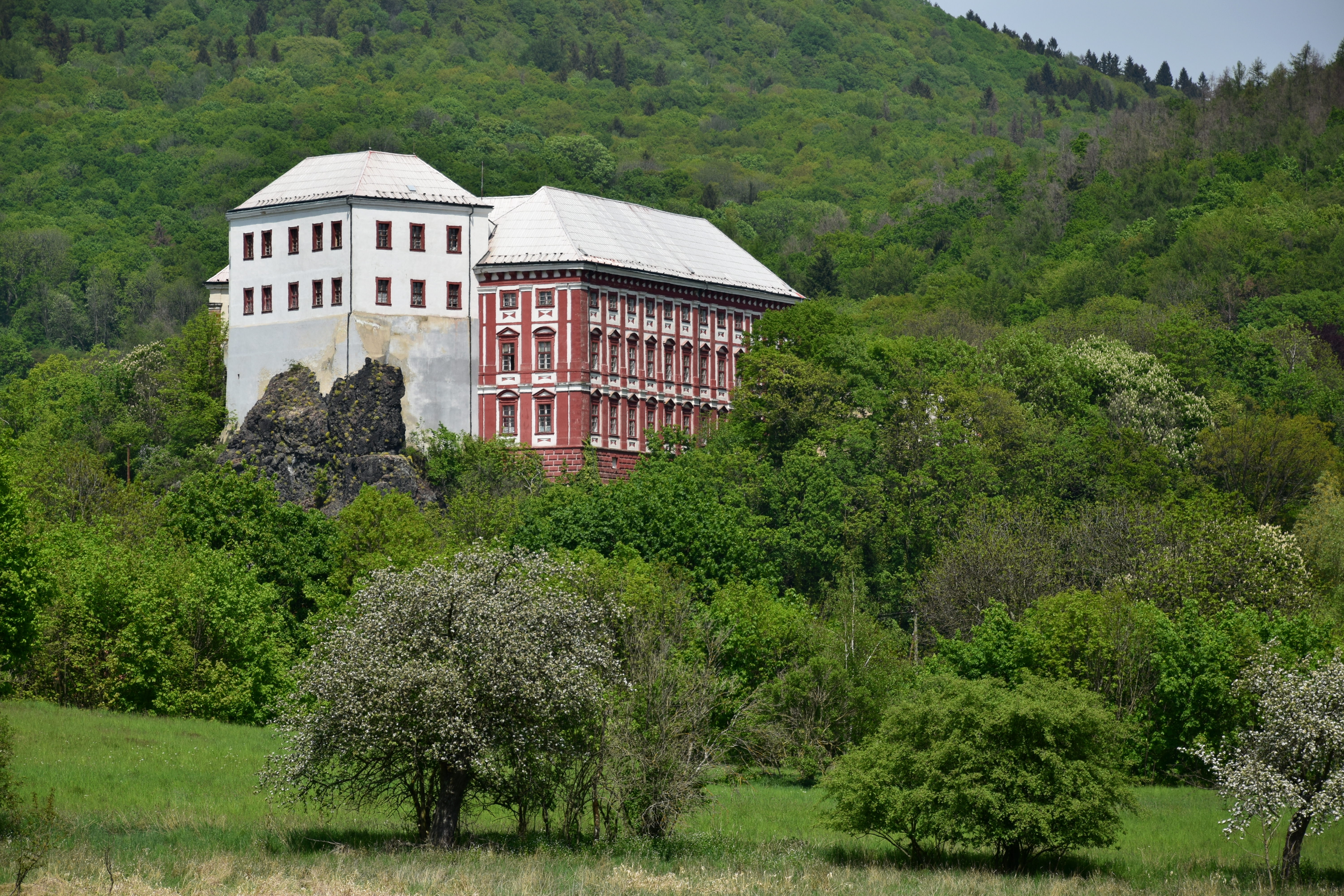
Schloss Milleschau
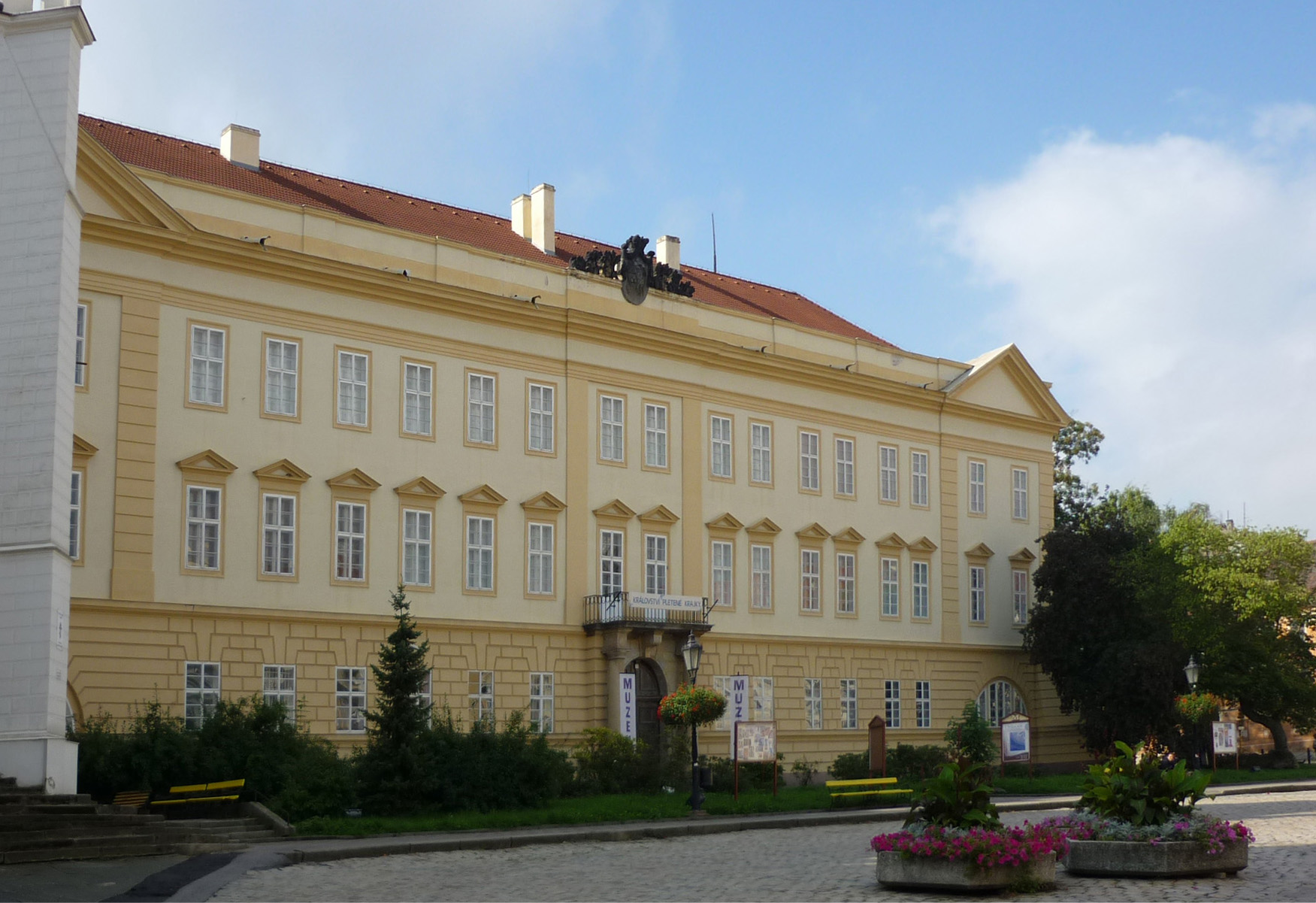
Schloss Teplitz
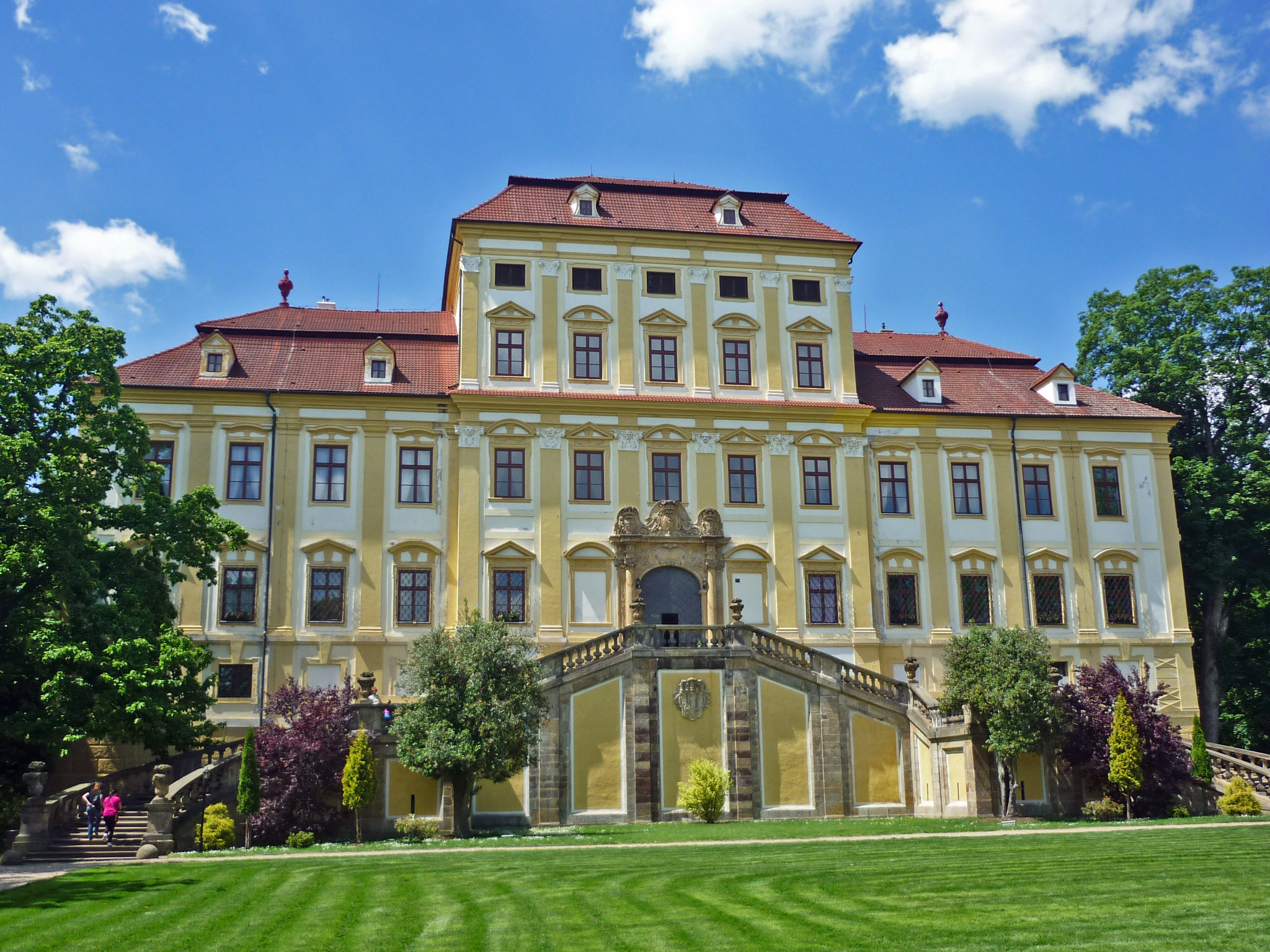
Schloss Rothenhaus